# 白井助七
白井 助七（しらい すけしち、1841年〈天保12年〉2月20日 - 1896年〈明治29年〉5月19日）は、明治時代の政治家。埼玉県の自治功労者。

## 略歴
北足立郡大宮町大門町の甘藷問屋の長男として生まれた。幕末には父に代わって宿場の会所役を務め、維新後には町政に参画し、才腕を買われていた。
東京方面へ荷車で行き来していたこともあり、交通機関の必要性を知っていた。明治16年、上野～熊谷間に鉄道が開通するにあたり、当時大宮に駅がなかったため駅の設置に尽力し、明治18年に大宮駅が開設された。また、日本鉄道大宮工場（現: 大宮総合車両センター・大宮車両所）の誘致に私財をなげうって実現に導いた。
1883年（明治16年）7月28日に、埼玉県内では初の鉄道として、日本鉄道会社の第1区線（現:高崎線）の上野駅〜熊谷駅間の運行が開業した。同時に設置された埼玉県内の駅は、浦和駅、上尾駅、鴻巣駅、熊谷駅の4駅だけであり、大宮には駅が開設されなかった。その後、1884年（明治17年）6月25日に、高崎駅まで延長すると、新たに深谷駅、本庄駅の2駅が開設されるが、またも大宮には駅が開設されなかった。これにより、江戸時代に中山道の宿場町として繁栄していた大宮町は衰退の危機に直面した。このような事態を危惧し、「何ぞ黙視すべき時ならんや」として、白井助七、岩井右衛門八、大野伝左衛門、矢部忠右衛門らの地元有力層が大宮駅の設置運動を開始した。
白井らは、停車場用地の無償提供などを申し出て、当時の県知事である吉田清英や第2区線（現:東北本線）の建設を進めていた日本鉄道会社に対して請願を繰り返した。 その結果、政府の鉄道局長である井上勝の裁定により第2区線の分岐点を大宮とすることとなり、1885年（明治18年）3月16日、大宮駅が開設され、同年7月16日に第2区線が上野駅～宇都宮駅間での運行で開業した（但し、栗橋駅～古河駅間は1886年〈明治19年〉まで渡船で代行）。
また、白井は日本鉄道会社直営の鉄道材料工場を大宮に設置するために用地提供を行った。工場は1894年（明治27年）に完成し、鉄道会社は白井に用地提供の謝礼を送ったが、白井はこの金を小学校校舎建築基金に提供した。
1895年（明治28年）5月、町民から大宮町長に推薦され就任。1896年（明治29年）5月19日、在職中に死去した。享年55。戦後の1957年（昭和32年）、大宮市は今日の鉄道都市大宮の基盤を築いた貢献者として「大宮市名誉市民」に推挙され、2001年（平成13年）に合併により設置されたさいたま市より「さいたま市名誉市民」として自動的に顕彰された。　
佐藤 (2020)によると、大宮駅の設置に関しては、高崎線開業当初から盛り込まれており、早期に決定していたのではないかという分析もある。しかし、東北本線の分岐駅を浦和とするか大宮とするかで議論があり、最終的に大宮となったこと、そのことについて地域からの働きかけや作用については、いまだ明らかではない。